# Василёк (мультфильм)
«Василёк» — советский рисованный мультипликационный фильм, выпущенный студией «Союзмультфильм» в 1973 году. Продолжительность — 10 мин 18 сек.

## Сюжет
Жил мальчик Василёк. Его дед — тоже Василий, когда-то давно ушёл на войну и не вернулся. Мальчик с другом-жеребёнком отправляются искать деда. По пути они встречают солдат-пехотинцев. Мальчик спрашивает у них: не видели ли они деда, Василия Петрова. Пехотинцы не видели. Идут дальше, встречают самолёт и летчика, мальчик спрашивает, но летчик тоже не видел. Мальчик и жеребёнок идут дальше и доходят до берега, где когда-то погиб дед. Дальше идти некуда. Опечаленный мальчик сидит на берегу. Мимо в шлюпке проплывает старый моряк. Мальчик говорит: «Ну Вы то уж точно не видели моего деда, Василия Петрова?», на что моряк отвечает: «Как же не видеть, видел!». Приплывает белоснежный пароход с надписью на борту «Василий Петров». Мальчик встаёт у штурвала, и плывёт на этом корабле обратно в свою деревню.

## Создатели
| Автор сценария             | Жанна Витензон |
| Режиссёр                   | Стелла Аристакесова |
| Художники-постановщики     | Александр Винокуров, Валентина Гилярова |
| Композитор                 | Евгений Ботяров |
| Текст песни                | Евгения Аграновича |
| Оператор                   | Нина Климова |
| Звукооператор              | Борис Фильчиков |
| Ассистент режиссёра        | Татьяна Домбровская |
| Монтажёр                   | Елена Тертычная |
| Художники-мультипликаторы: | Владимир Зарубин, Рената Миренкова, Иосиф Куроян, Ольга Орлова, Леонид Каюков, Олег Комаров                                                                             |
| Роли озвучивали:           | Светлана Харлап — Василёк, Нина Никитина — Бабушка, Николай Граббе — Лодочник, Владимир Герасимов, Гарри Бардин, Мария Виноградова — Рыжий мальчик, Владимир Ферапонтов |
| Редактор                   | Наталья Абрамова |
| Директор картины           | Любовь Бутырина |